# JR East série KiHa E200
La série KiHa E200 (キハE200形, KiHa E200-gata) est un type d'autorail hybride exploité par la compagnie East Japan Railway Company (JR East) au Japon.

## Description
La série comprend trois exemplaires fabriqués par Tokyu Car Corporation. C'est le premier modèle de train hybride à entrer en service commercial
L'autorail est équipée d'un moteur diesel et d'un ensemble de batteries lithium-ion. Au démarrage du train, l'énergie stockée dans les batteries est utilisée pour alimenter les moteurs de traction. Le moteur diesel est ensuite utilisé pour alimenter les moteurs de traction via un générateur électrique, si le train a besoin d'une accélération supplémentaire ou de monter une pente. Lors du freinage, les moteurs de traction agissent comme un générateur et rechargent les batteries.
L'espace voyageur comprend des rangées de sièges 1 + 2 et des banquettes longitudinales aux extrémités. Chaque autorail comprend des toilettes adaptées aux usagers en fauteuils roulants.

## Histoire
Les autorails de la série KiHa E200 ont été introduits le 31 juillet 2007. La série a remporté un Laurel Prize en 2008.

## Affectation
Les autorails de la série KiHa E200 sont affectés à la ligne Koumi.